# Гуамский акт 1950 года
Гуамский акт 1950 года (Раздел 48 Кодекса США § 1421 и, далее, публичный законодательный акт Конгресса 81-630, H.R. 7273, 64 свод № 384) — федеральный закон Соединенных Штатов, согласно которому остров Гуам был преобразован в неприсоединённую территорию Соединенных Штатов, установил исполнительную, законодательную и судебную ветви власти и передал федеральную юрисдикцию от ВМС к Министерству внутренних дел США. Впервые за более чем триста лет иностранной колонизации жители Гуама получили определённые гражданские и избирательные права.

## Положения
Органический закон (как он стал известен на Гуаме) предусматривал:
1. Губернатор Гуама[англ.] — исполнительная власть, возглавляемая губернатором, назначаемым Президентом Соединенных Штатов. Только после принятия закона о выборном губернаторе 1968 года[англ.] жителям Гуама было предоставлено право голосовать за своего губернатора;
2. Законодательный орган Гуама[англ.] — однопалатный (единоличный) законодательный орган численностью до 21 члена (который в 1996 году был сокращен до 15 членов), избираемый жителями Гуама. Это был первый раз, когда жителям Гуама было предоставлено право голосовать за орган, создававший законы, которыми они руководствовались. Окончательные законы, регулирующие Гуам, по-прежнему принимаются Конгрессом США — органом, в котором жители Гуама до сих пор не имеют права голоса;
3. Судебная власть Гуама — судебная система, в которой судьи назначаются губернатором Гуама и переизбираются избирателями Гуама;
4. Гражданство США для жителей Гуама. До этого жители Гуама были негражданами США[1], кроме тех, кто был натурализован на материковой части США или служил в армии США;
5. Ограниченный Билль о правах.

Позже Гуаму была предоставлена роль делегата без права голоса в Палату представителей США. Делегат Гуама является официальной частью Конгресса и может работать в комитетах, но не может голосовать по законам.
Первый законопроект, предусматривающий Органический закон и гражданство США, был внесен 15 июля 1946 года представителем США Робертом А. Грантом из штата Индианы в форме H.R. 7044. Это предусматривало, что Гуаму предоставлен полуавтономный статус организованной территорией США, с привилегией направить делегата в Палату представителей США. О законопроекте, однако, даже не было сообщено вне комитета, как и судьба всех законопроектов, внесенных на 79-м Конгрессе США.

## «Забастовка» Ассамблеи Гуама
Проблема местных властей обострилась в феврале 1949 года, когда Собрание Гуама вызвало в суд госслужащего ВМС США Эйба Голдштейна. Гольдштейн якобы был одним из тех, кто нарушил запрет на владение американцами местного бизнеса. Гольдштейна и других обвиняли в использовании гуамских «подставных лиц» для финансирования местного бизнеса. Гольдштейн, однако, отказался давать показания, получив неофициальную поддержку от военно-морского губернатора Чарльза Алана Паунолла (1949—1953). Паунолл наложил вето на полномочия Ассамблеи Гуама вызывать американцев в суд в октябре 1948 года.
Когда Гольдштейн отказался давать показания, Ассамблея Гуама признала его виновным в неуважении к суду и выдала ордер на его арест. Затем вмешался губернатор Паунолл и приостановил исполнение ордера полицейским департаментом Гуама. Возмущенные и разочарованные тем, что они считали недостатком уважения и авторитета, Ассамблея Гуама 6 марта 1949 года массово ушла. Губернатор Паунолл приказал им вернуться, но когда члены Ассамблеи отказались, он их уволил.
Эта встреча привлекла международное внимание и получила широкую огласку (благодаря помощи депутата парламента Карлоса П. Тайтано), что вызвало большую поддержку самоуправления и гражданства США для народа Гуама. Хотя депутаты парламента были позже восстановлены в должности губернатором Пауноллом, получение гражданства США и некоторая форма самоуправления уже стали предрешенными.

## Вмешательство президента Трумэна
Чтобы умиротворить остров до тех пор, пока Конгресс США не примет органический закон, президент США Гарри С. Трумэн 7 сентября 1949 года издал указ № 10077, в котором написано:
- Администрация острова Гуам переходит от министра военно-морских сил к министру внутренних дел с 1 июля 1950 (позднее внесены поправки с 1 августа 1950 года исполнительным указом № 10137).
- Департамент военно-морского флота и министерство внутренних дел приступят к реализации планов передачи управления островом Гуам, как это разъясняется в вышеупомянутом меморандуме о взаимопонимании.
- Когда передача управления, произведенная на основании этого приказа, вступит в силу, министр внутренних дел примет такие меры, которые могут быть необходимыми и целесообразными и в соответствии с применимым законодательством, для управления гражданским правительством на острове Гуам.
- Исполнительные департаменты и агентства правительства уполномочены и направлены на сотрудничество с департаментами военно-морского флота и внутренних дел в выполнении положений настоящего приказа.
- Указ № 108-A от 23 декабря 1898 г. отменен с 1 июля 1950 г. (позднее внесены поправки с 1 августа 1950 г. указом № 10137).
- «Народу Гуама была предоставлена возможность устанавливать и применять политику и законы для острова Гуам».

В соответствии с распоряжением Карлтон Скиннер, офицер по связям с общественностью в Министерстве внутренних дел, был выдвинут военно-морскими силами и избран министерством внутренних дел, а затем назначен президентом Трумэном на должность первого гражданского губернатора Гуама. Он принял присягу 17 сентября 1949 года.
3 октября 1949 года комитет Палаты представителей США по природным ресурсам сообщил, что будет принят H.R. 4499, содержащий положения, которые позже стали известны как Органический закон Гуама. Гуам, как некорпоративная территория, также получил, среди прочего, некоторую свободу действий в создании своей государственной судебной власти.